# قتاد حاصباني
القَتَاد الحاصباني (باللاتينية: Astragalus hasbeyanus) نوع نباتي عشبي من جنس القتاد.

## البيئة والانتشار
موطنه بلاد الشام .